# Trachelomonas intermedia
Trachelomonas intermedia is een soort in de taxonomische indeling van de Euglenozoa. Deze micro-organismen zijn eencellig en meestal rond de 15-40 mm groot. Het organisme komt uit het geslacht Trachelomonas en behoort tot de familie Euglenaceae. Trachelomonas intermedia werd in 1901 ontdekt door Dangeard.